# Richard (Brandenburg)
Richard († 1293 oder 1294) war Domherr von Magdeburg. Er gehörte dem Prämonstratenserorden an.

## Leben
Die erste urkundliche Erwähnung von Richard ist auf den 12. Oktober 1270 datiert, dort wird er als Domherr von Magdeburg betitelt. Die Kapitel von Brandenburg und Leitzkau wählten ihn nach dem Tod von Heidenreich von Brandenburg († 1291) zum neuen Bischof von Brandenburg. Er nahm die Wahl aber nicht an. Sein Tod war wahrscheinlich zwischen dem 29. April 1293 und dem 6. Januar 1294.

## Quelle
- Personendatenbank zur Germania Sacra, abgerufen am 3. Juli 2017.
- Germania-sacra, abgerufen am 3. Juli 2017.